# Transporte en Uruguay

Carreteras duplas (doble calzada) de Uruguay, 2024, en rojo.

La red de transporte en Uruguay consiste en 2 961 km de red ferroviaria, 8 696 km de carreteras, 20 puertos y 292 aeródromos y helipuertos que se extienden por toda la República Oriental del Uruguay.

## Transporte por carretera

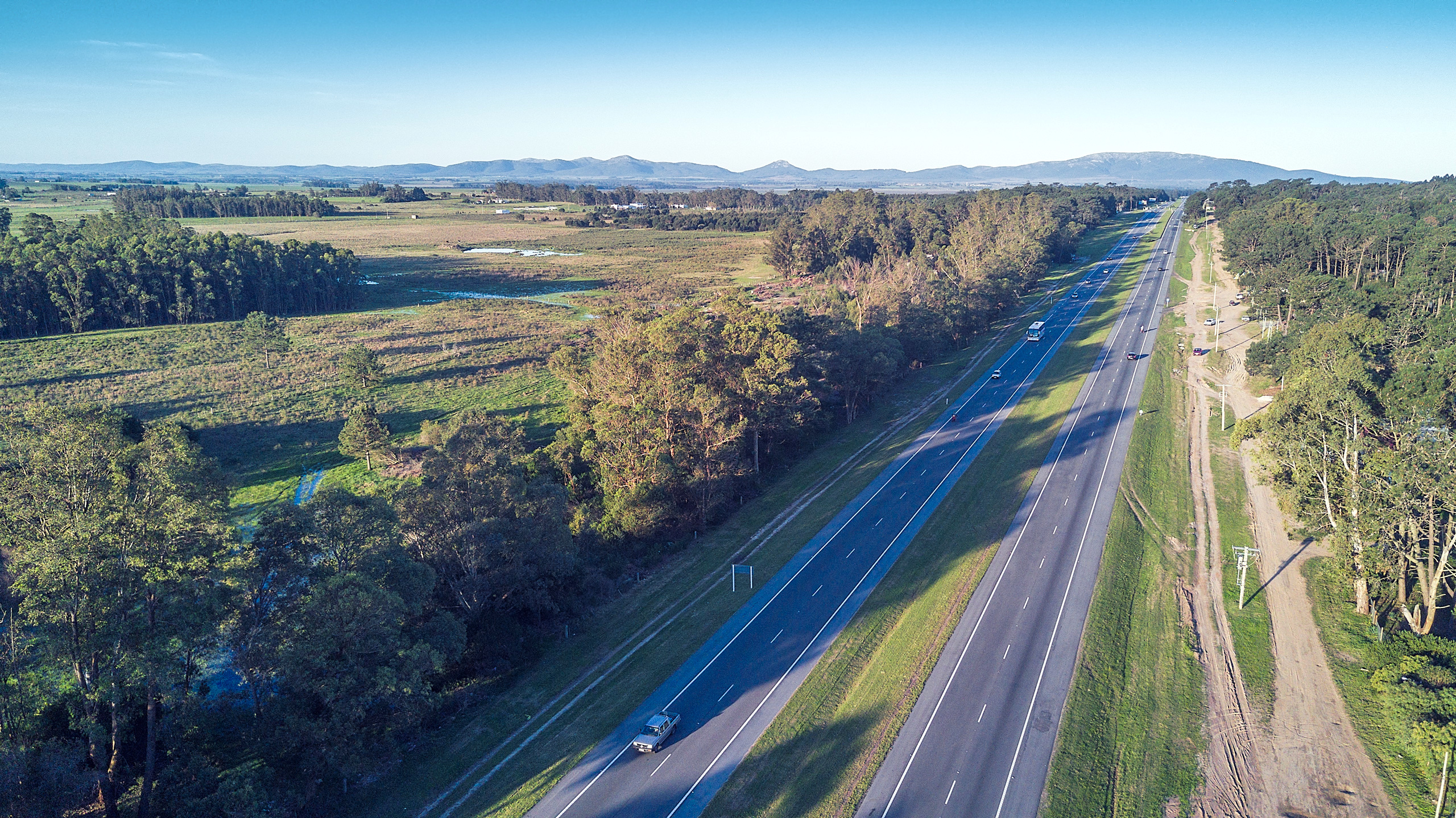
Ruta Interbalnearia, Canelones.

Existen líneas de ómnibus de corta distancia (menos de 50 km), las cuales son recorridas por ómnibus urbanos (dentro de Montevideo), suburbanos (dentro del Área Metropolitana de Montevideo) o departamentales (dentro de otros departamentos que no sean Montevideo). Las empresas mas famosas de corta distancias son: CUTCSA, COPSA, entre otras.

También existen de líneas de ómnibus de larga distancia (de más de 50 km), las cuales son recorridas por ómnibus interdepartamentales (entre departamentos) y cubren las principales rutas, concentrándose en las ciudades más importantes, pero generalmente conectan la Terminal de Tres Cruces en Montevideo con las capitales de los otros departamentos. Algunas empresas famosas que hacen recorridos de larga distancia son: Grupo Agencia, CITA, NUÑEZ, COPSA Este, TURIL, etc.
Las rutas nacionales de Uruguay son las vías de transporte más importantes existentes en el país, y conectan todas las localidades.

## Transporte ferroviario

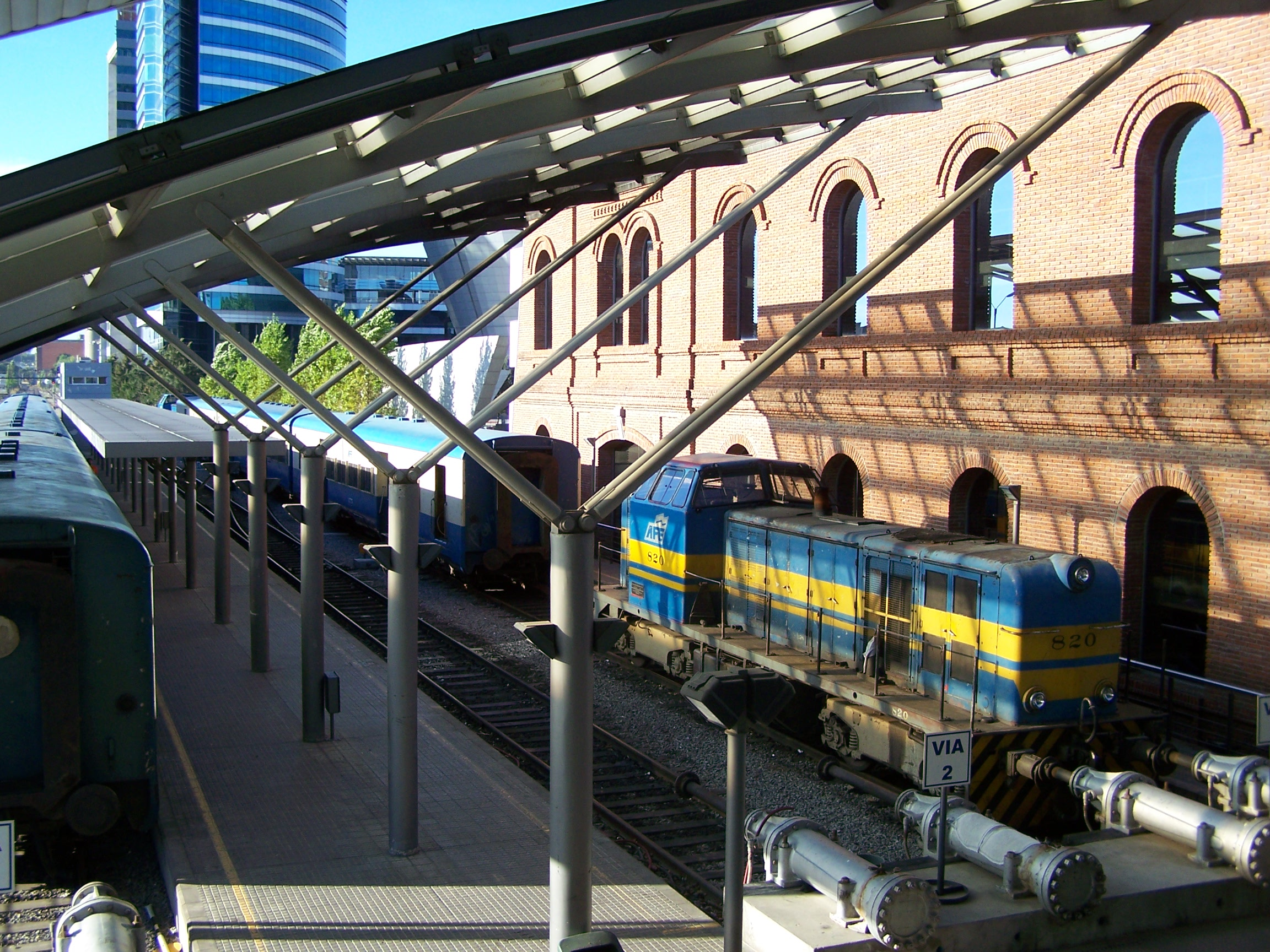
Estación de Ferrocarriles de Montevideo

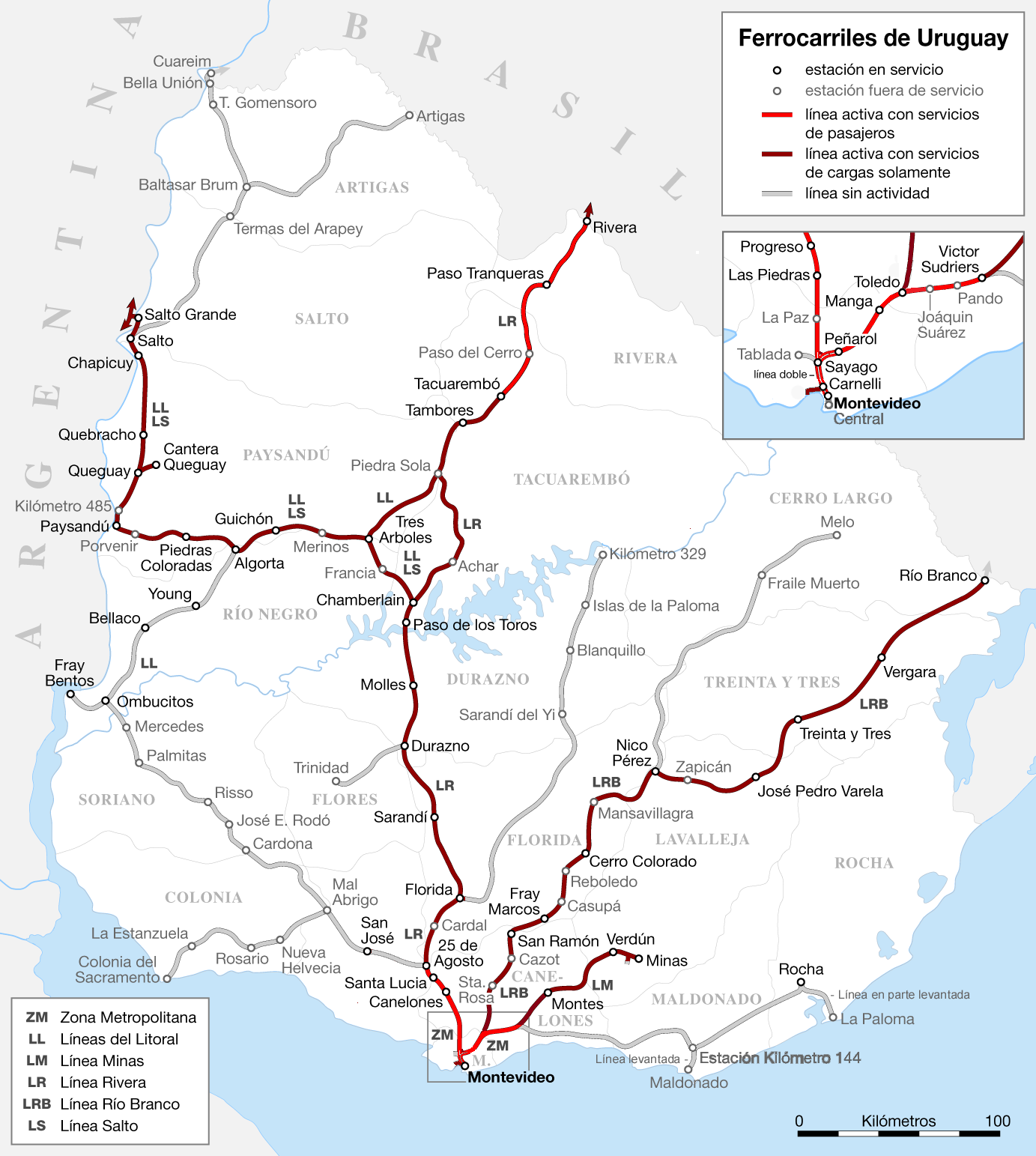
Red ferroviaria uruguaya.

La red ferroviaria uruguaya es el sistema de líneas de vía férrea que se extiende por toda la República Oriental del Uruguay. Tiene una extensión de 2961 kilómetros y es como muchas de Latinoamérica, del tipo radial, lo que quiere decir que fue diseñada para conectar las distintas ciudades del interior convergiendo en Montevideo, debido a la importancia del puerto capitalino con su condición de eje dominante para el destino de diversas producciones agrarias y ganaderas al ser un país agroexportador. 

## Transporte marítimo y fluvial

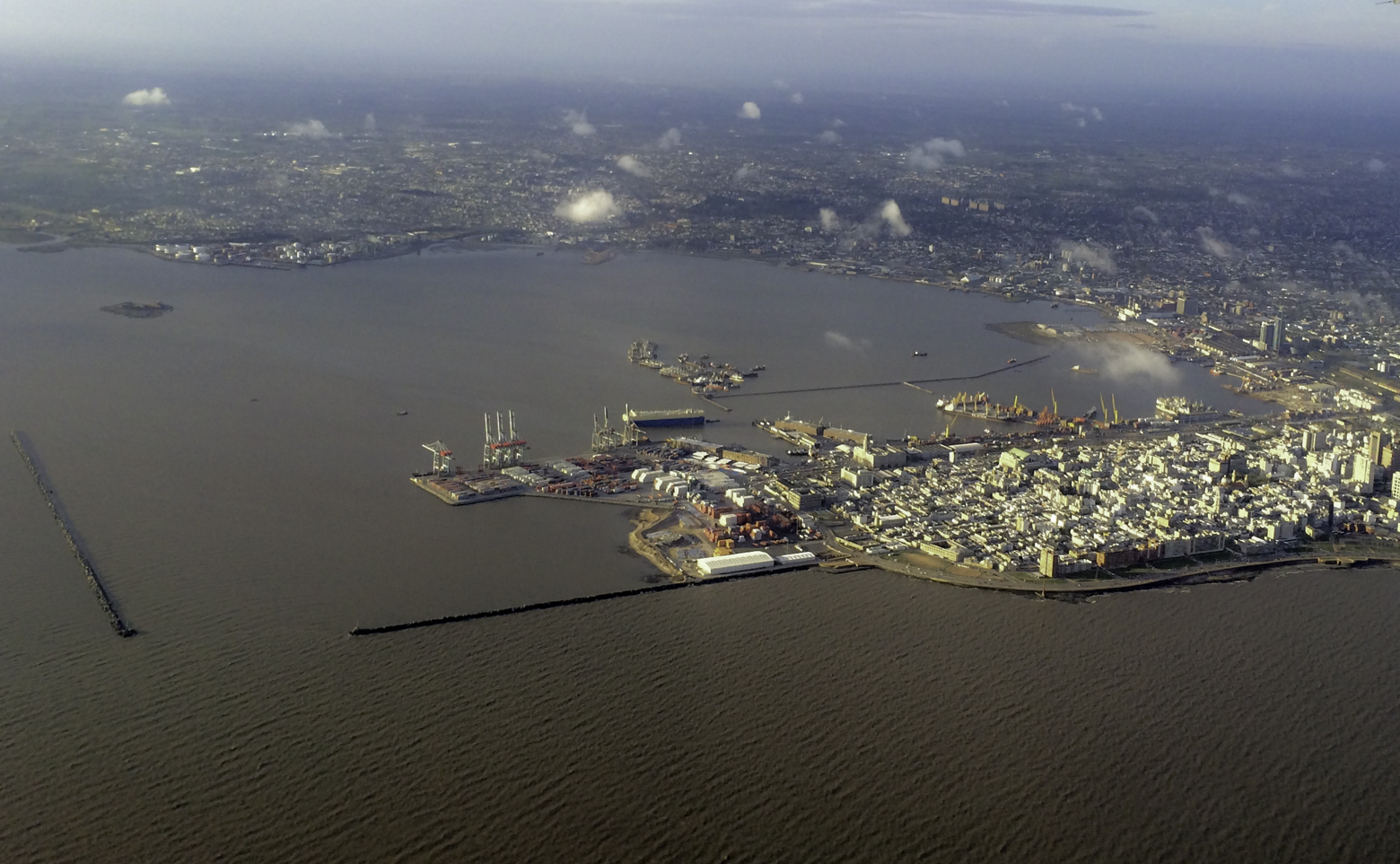
El Puerto de Montevideo es el principal del país.

Uruguay tiene 8 puertos comerciales y 12 puertos deportivos.

### Puertos comerciales
- Puerto de Montevideo (Montevideo)
- Puerto de Nueva Palmira (Nueva Palmira)
- Puerto de Fray Bentos (Fray Bentos)
- Puerto de Colonia (Colonia del Sacramento)
- Puerto de Juan Lacaze (Juan Lacaze)

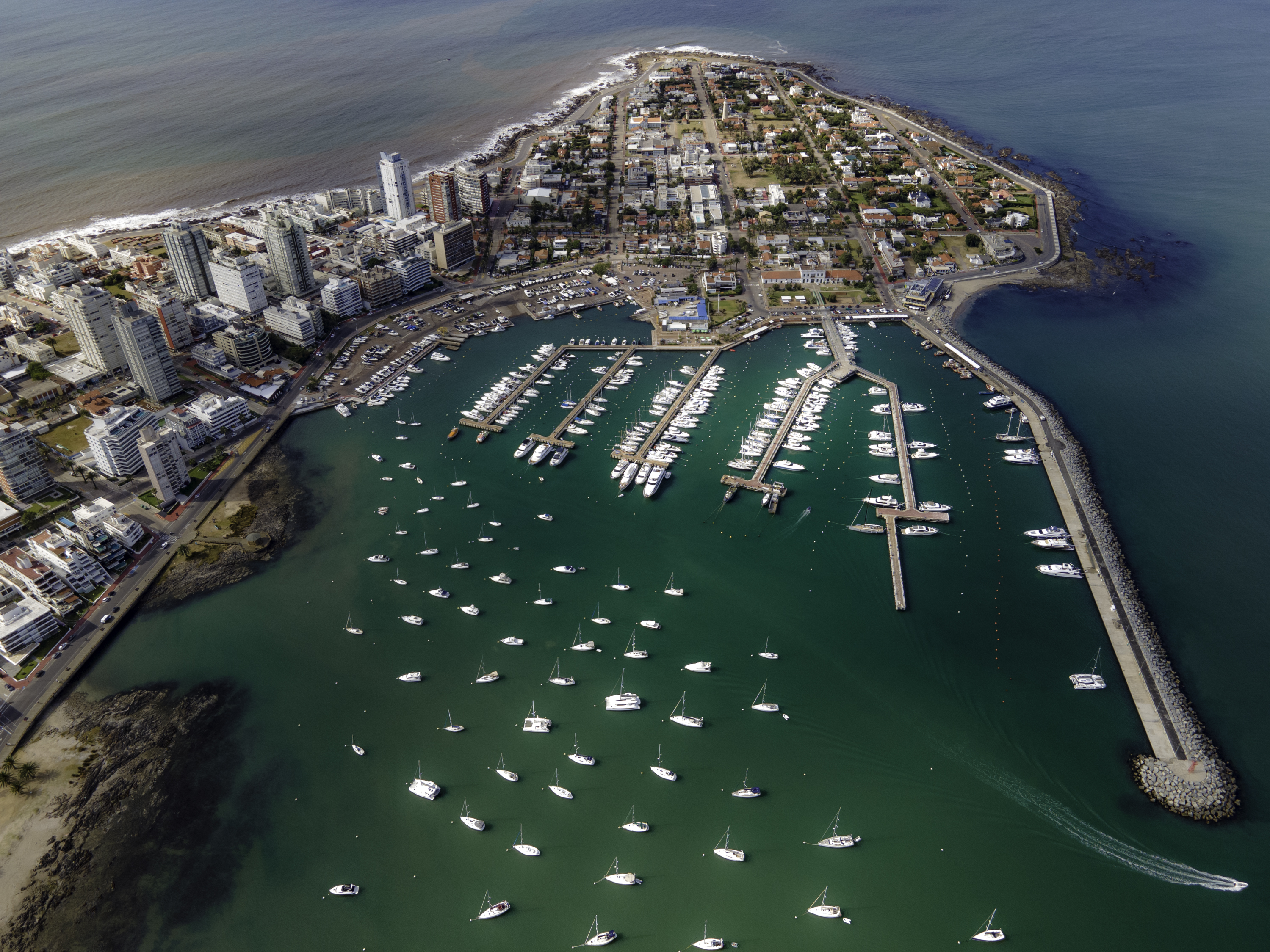
Puerto de Punta del Este

- Puerto de Paysandú (Paysandú)
- Puerto de Salto (Salto)
- Puerto de La Paloma (La Paloma)

### Puertos deportivos
- Dársena Higueritas (Nueva Palmira)
- Atracadero de Carmelo (Carmelo)
- Puerto de Yates de Colonia del Sacramento (Colonia del Sacramento)
- Embarcadero de Riachuelo (Riachuelo)
- Puerto de Mercedes (Mercedes)
- Puerto de Buceo (Buceo)
- Puerto José Carbajal "El Sabalero" (Juan Lacaze)
- Puerto de Piriápolis (Piriápolis)
- Puerto de Punta del Este (Punta del Este)
- Puerto de Punta Brava (Montevideo)
- Muelle de Villa Soriano (Villa Soriano)
- Puerto de La Charqueada (General Enrique Martínez)
- Puerto de Bella Unión (Bella Unión)
- Puerto deportivo de La Paloma (La Paloma)

## Transporte aéreo

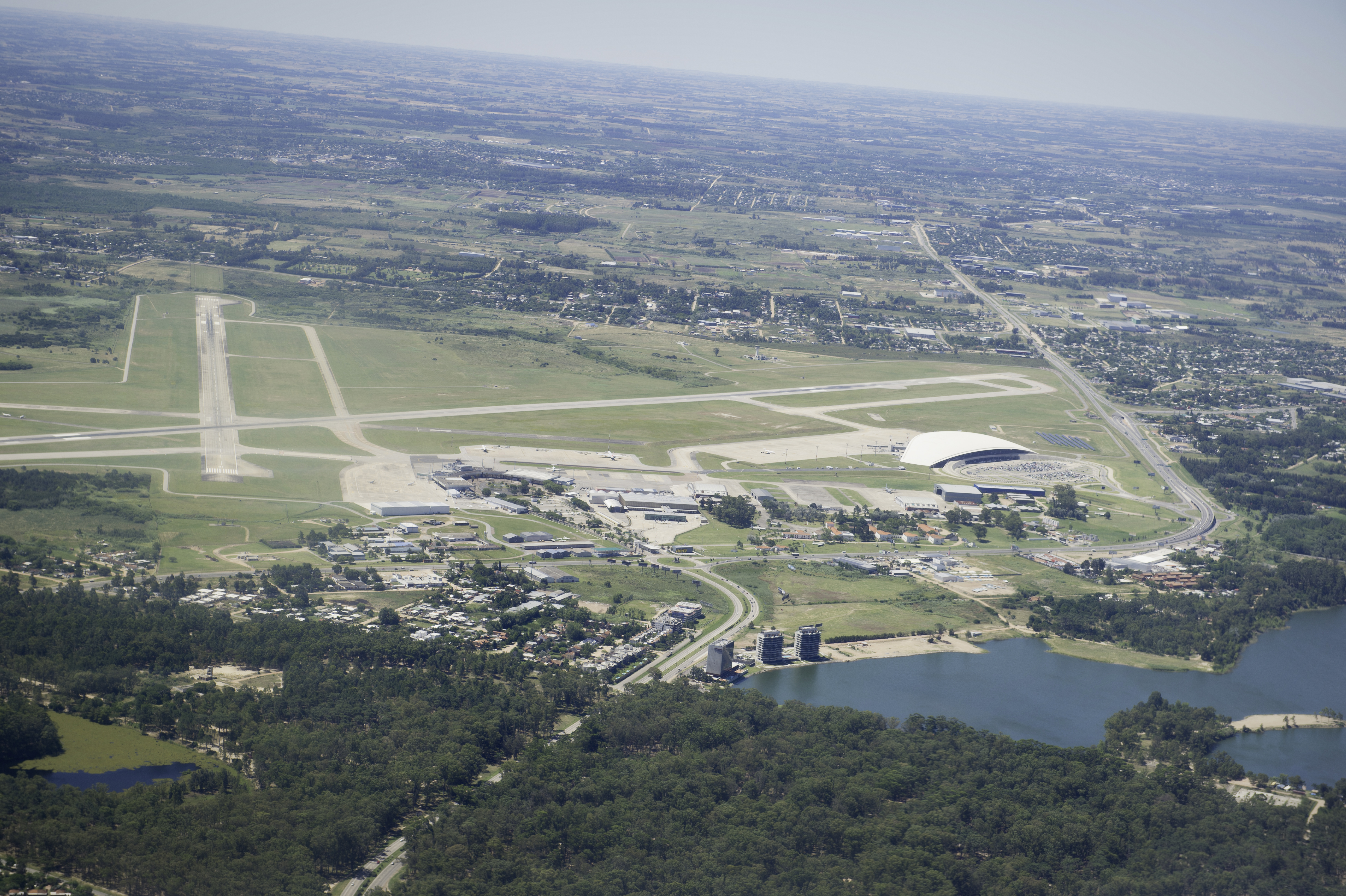
Vista aérea del Aeropuerto Internacional de Carrasco, el más importante de Uruguay.

Uruguay tiene un total de 11 aeropuertos internacionales, 6 aeropuertos departamentales, 226 aeródromos y 49 helipuertos. El aeropuerto principal del país es el Aeropuerto de Carrasco en el departamento de Canelones, próximo al límite con Montevideo, con un movimiento anual de 2 millones de pasajeros en 2019. El Aeropuerto de Laguna del Sauce o Aeropuerto de Punta del Este es el segundo aeropuerto del país, ubicado en el departamento de Maldonado, con un total de 157 mil pasajeros en 2019, operando más de la mitad de sus vuelos durante los meses de verano.

### Aeropuertos internacionales y departamentales
- Aeropuerto Internacional de Artigas (Artigas)
- Aeropuerto de Zagarzazú (Carmelo)
- Aeropuerto Internacional Laguna de los Patos (Colonia del Sacramento)
- Aeropuerto Internacional de Santa Bernardina (Durazno)
- Aeropuerto Internacional de Laguna del Sauce (Maldonado y Punta del Este)
- Aeropuerto Internacional de Cerro Largo (Melo)
- Aeropuerto Ricardo Detomasi (Mercedes)
- Aeropuerto Internacional Ángel S. Adami (Montevideo)
- Aeropuerto Internacional de Carrasco (Montevideo)
- Aeropuerto de Paysandú (Paysandú)
- Aeropuerto Departamental El Jagüel (Maldonado y Punta del Este)
- Aeropuerto Departamental de Río Branco (Río Branco)
- Aeropuerto Internacional Óscar D. Gestido (Rivera)
- Aeropuerto Internacional Nueva Hespérides (Salto)
- Aeropuerto de Tacuarembó (Tacuarembó)
- Aeropuerto Departamental de Treinta y Tres (Treinta y Tres)
- Aeropuerto Departamental de Vichadero (Vichadero)

### Aerolíneas uruguayas
- Aeromás (desde 1983)
- Air Class (desde 1996)

Aerolíneas uruguayas desaparecidas
- PLUNA (1936 a 2012)

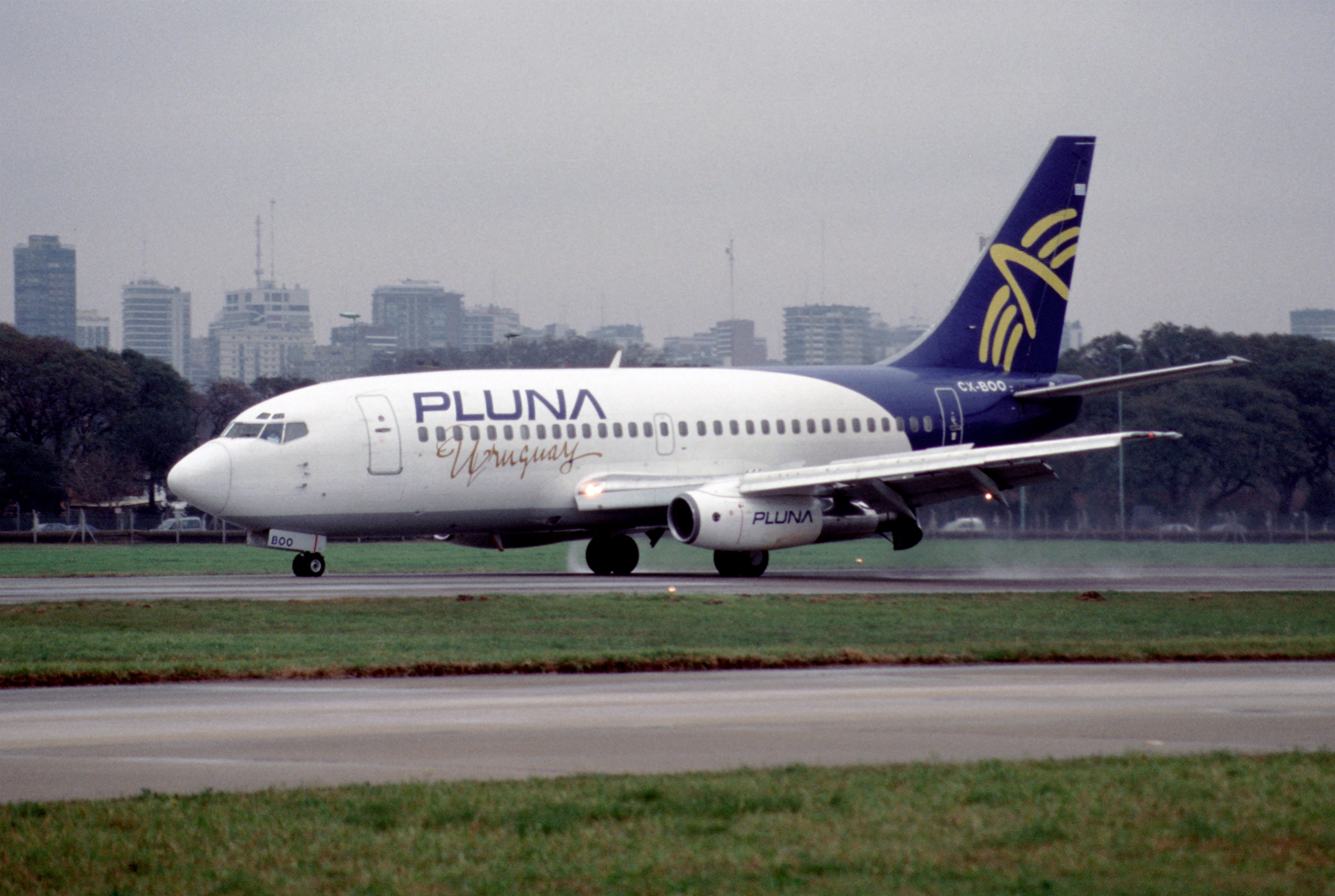
Boeing 737 de PLUNA

- Compañía Aeronáutica Uruguaya S. A. (CAUSA) (1936 a 1967)
- ARCO Aerolíneas Colonia S. A. (1957 a 1986)
- Transporte Aéreo Militar Uruguayo (TAMU) (1959 a 1988)
- Uair (2002 a 2005)
- BQB Líneas Aéreas (2010 a 2015)
- Alas Uruguay (2013 a 2016)
- Amaszonas Uruguay (2016 a 2020)

## Véase también

Red de rutas nacionales uruguayas.